# マスターズ・ハンマー
マスターズ・ハンマー（Master's Hammer）は、1983年にチェコで結成されたブラックメタル・バンドである。

## 来歴
1983年、チェコで結成。その後、デモを数本リリース。
1991年にファースト・アルバム『Ritual』をリリース。バンドによれば、このアルバムは国内で25000枚売れたという。
1992年、アルバム『The Jilemnice Occultist』をリリース。
1995年に発売されたサード・アルバム『Šlágry』は、メタル以外のジャンルを多く取り入れたそれまでの作品から脱却したものだった。バンドは「アルバム『Šlágry II』と次に発売されるCD-ROMはよりいっそうプロのオペラ歌手と交響楽団を使った作品になるだろう」と述べた。しかし、このアルバムは結局リリースされず、バンドは解散する。
2009年、バンドは再結成し、アルバム『Mantras』をリリース。
2012年、アルバム『Vracejte konve na místo』をリリース。本作品は2012年のチェコの音楽賞とBřitva賞において、最も激しく、重いサウンドを持つアルバムに選ばれた。
2024年、創設メンバーでバンドリーダーのフランティシェク・シュトルムはインタビューで、グループが2020年に正式に解散したことを認めた。

## コンセプトと音楽的特徴
『ケラング!』誌は彼らのスタイルを「 スラッシュメタルとクラシックのテーマの融合」と評し、 アルバム『The Jilemnice Occultist』は「三幕からなるオペレッタ」と呼んだ。
『ロックハード・マガジン』のゲッツ・キューネムントはコンセプト・アルバムである『The Jilemnice Occultist』をキング・ダイアモンドと比較している。しかし、マスターズ・ハンマーのスタイルは「よりしっかりとしたものである」が、ボーカルは「キング・ダイアモンドの豊かな声と クォーソンの叫び声のミックスのようだ」と評している。マスターズ・ハンマーはキーボードや古楽器、オーケストラ調のフレーズなど特徴的なサウンドをしているが、 バソリーの影響は隠しきれないようである。
ノルウェーのブラックメタル・バンド、ダークスローンのドラマーであるフェンリズは、『Ritual』について尋ねられたとき、このアルバムは「チェコスロバキア出身であるにもかかわらず、実はノルウェー初のブラックメタル・アルバムだ」と冗談を言った。

## メンバー

### 最終ラインナップ
- フランティシェク・"フランタ"・シュトルム František "Franta" Štorm – ボーカル、ギター、キーボード、ドラム (1983年–1995年、2009年–2020年) ※タイポグラフィー・アーティストとしてもstormtype.comで活動している。
- トマーシュ・"ネクロコック"・コハウト (Tomáš "Necrocock" Kohout) – ギター (1989年–1992年、2009年–2020年)
- ホンザ・"サイレンテル"・プジビル (Honza "Silenthell" Přibyl) – ティンパニ (1989年–1992年、2009年–2015年、2017年–2020年)
- ヤン・"ホンザ"・カパック (Jan "Honza" Kapák) – ドラム (2011年–2012年、2016年–2020年)
- ペトル・"ラームス"・メカク (Petr "Rámus" Mecák) – ベース (2017年–2020年)
- ペトル・"ブラッキー"・ホシェク (Petr "Blackie" Hošek) – ギター (2017年–2020年)

### 旧メンバー
- ミラン・"バートリー"・フィビガー (Milan "Bathory" Fibiger) – ベース (1983年–1989年)
- フランティシェク・"フェレンツ"・フェチョ (František "Ferenc" Fečo) – ドラム (1983年–1989年)
- ミラ・クショヴィナ (Míla Křovina) – ギター (1988年–1989年)
- ウルリック・フォー (オルジフ・"オルダ"・リスカ) (Ulric For (Oldřich "Olda" Liška)) – ティンパニ (1988年)
- カルレス・R・エプロン (カレル・ザスチェラ) (Carles R. Apron (Karel Zástěra)) – ティンパニ (1989年)、ドラム (1989年–1990年)
- トマーシュ・"モンスター"・ヴェンドル (Tomáš "Monster" Vendl) – ベース (1990年–1992年、2009年)
- ミロスラフ・"ミレク"・ヴァレンタ (Miroslav "Mirek" Valenta) – ドラム (1990年–1992年)
- ヴラスティミル・"ヴラスタ"・ヴォラル (Vlastimil "Vlasta" Voral) – キーボード (1990年–1995年、2009年)

## ディスコグラフィ

### スタジオ・アルバム
- Ritual (1991年)
- The Jilemnice Occultist (1992年)
- Šlágry (1995年)[3]
- Mantras (2009年)
- Vracejte konve na místo (2012年)
- Vagus Vetus (2014年)
- Formulæ (2016年)
- Fascinator (2018年)

### ライブ・アルバム
- Live in Zbraslav 18 May 1989 (1989年)
- Live Occult Rituals (2024年)